# うみへび座ニュー星
うみへび座ν星（うみへびざニューせい、ν Hya / ν Hydrae）は、うみへび座の恒星で3等星。
この恒星は橙色の巨星である。

## 名称
アラビア語、ギリシア語で「肋骨」、「側面」という意味のSherasiph、Pleuraという固有名を持つが、Sherasiphという固有名はコップ座β星でも同じく使われている。